# 500 kilomètres du Hungaroring FIA GT 2000
Navigation
Édition précédente Édition suivante
Les 500 kilomètres du Hungaroring 2000 FIA GT (Mol FIA Grand Touring Championship Hungaroring 2000), disputées le 2 juillet 2000 sur le Hungaroring, sont la cinquième manche du championnat FIA GT 2000.

## Course

### Classement de la course
| Pos.   | Catégorie | N° | Écurie                        | Pilotes                                               | Châssis                   | Pneus | Tours/Abandon |
| Pos.   | Catégorie | N° | Écurie                        | Pilotes                                               | Moteur                    | Pneus | Tours/Abandon |
| ------ | --------- | -- | ----------------------------- | ----------------------------------------------------- | ------------------------- | ----- | ------------- |
| 1      | GT        | 12 | Paul Belmondo Racing          | Boris Derichebourg Vincent Vosse                      | Chrysler Viper GTS-R      | D     | 104           |
| 1      | GT        | 12 | Paul Belmondo Racing          | Boris Derichebourg Vincent Vosse                      | Chrysler 8.0L V10         | D     | 104           |
| 2      | GT        | 15 | Lister Storm Racing           | Nicolaus Springer Philippe Favre                      | Lister Storm              | M     | 104           |
| 2      | GT        | 15 | Lister Storm Racing           | Nicolaus Springer Philippe Favre                      | Jaguar 7.0L V12           | M     | 104           |
| 3      | GT        | 1  | Chamberlain Motorsport        | Tamás Illés Stephen Watson                            | Chrysler Viper GTS-R      | M     | 102           |
| 3      | GT        | 1  | Chamberlain Motorsport        | Tamás Illés Stephen Watson                            | Chrysler 8.0L V10         | M     | 102           |
| 4      | GT        | 4  | Freisinger Motorsport         | Ernst Palmberger Yukihiro Hane                        | Porsche 911 GT2           | D     | 101           |
| 4      | GT        | 4  | Freisinger Motorsport         | Ernst Palmberger Yukihiro Hane                        | Porsche 3.8L Turbo Flat-6 | D     | 101           |
| 5      | GT        | 5  | Konrad Motorsport             | Franz Konrad Jürgen von Gartzen                       | Porsche 911 GT2           | D     | 101           |
| 5      | GT        | 5  | Konrad Motorsport             | Franz Konrad Jürgen von Gartzen                       | Porsche 3.8L Turbo Flat-6 | D     | 101           |
| 6      | GT        | 25 | Carsport Holland              | Mike Hezemans David Hart                              | Chrysler Viper GTS-R      | M     | 101           |
| 6      | GT        | 25 | Carsport Holland              | Mike Hezemans David Hart                              | Chrysler 8.0L V10         | M     | 101           |
| 7      | GT        | 3  | Freisinger Motorsport         | Bob Wollek Wolfgang Kaufmann                          | Porsche 911 GT2           | D     | 100           |
| 7      | GT        | 3  | Freisinger Motorsport         | Bob Wollek Wolfgang Kaufmann                          | Porsche 3.8L Turbo Flat-6 | D     | 100           |
| 8      | N-GT      | 52 | Larbre Compétition Chéreau    | Christophe Bouchut Patrice Goueslard                  | Porsche 911 GT3-R         | M     | 100           |
| 8      | N-GT      | 52 | Larbre Compétition Chéreau    | Christophe Bouchut Patrice Goueslard                  | Porsche 3.6L Flat-6       | M     | 100           |
| 9      | N-GT      | 51 | Pennzoil Quaker State G-Force | Richard Nearn Michel Neugarten                        | Porsche 911 GT3-R         | D     | 100           |
| 9      | N-GT      | 51 | Pennzoil Quaker State G-Force | Richard Nearn Michel Neugarten                        | Porsche 3.6L Flat-6       | D     | 100           |
| 10     | N-GT      | 50 | Pennzoil Quaker State G-Force | Nigel Smith Magnus Wallinder                          | Porsche 911 GT3-R         | D     | 100           |
| 10     | N-GT      | 50 | Pennzoil Quaker State G-Force | Nigel Smith Magnus Wallinder                          | Porsche 3.6L Flat-6       | D     | 100           |
| 11     | GT        | 7  | Proton Competition            | Gerold Ried Christian Ried                            | Porsche 911 GT2           | Y     | 98            |
| 11     | GT        | 7  | Proton Competition            | Gerold Ried Christian Ried                            | Porsche 3.6L Turbo Flat-6 | Y     | 98            |
| 12     | N-GT      | 79 | RWS Red Bull Racing           | Philipp Peter Hans-Jörg Hofer Dieter Quester          | Porsche 911 GT3-R         | M     | 98            |
| 12     | N-GT      | 79 | RWS Red Bull Racing           | Philipp Peter Hans-Jörg Hofer Dieter Quester          | Porsche 3.6L Flat-6       | M     | 98            |
| 13     | GT        | 6  | Konrad Motorsport             | Kurt Thiel Manfred Jurasz                             | Porsche 911 GT2           | D     | 98            |
| 13     | GT        | 6  | Konrad Motorsport             | Kurt Thiel Manfred Jurasz                             | Porsche 3.8L Turbo Flat-6 | D     | 98            |
| 14     | GT        | 22 | Wieth Racing                  | Niko Wieth Franz Wieth                                | Porsche 911 GT2           | D     | 98            |
| 14     | GT        | 22 | Wieth Racing                  | Niko Wieth Franz Wieth                                | Porsche 3.8L Turbo Flat-6 | D     | 98            |
| 15     | N-GT      | 56 | EMKA GTC                      | Steve O'Rourke Tim Sugden                             | Porsche 911 GT3-R         | P     | 98            |
| 15     | N-GT      | 56 | EMKA GTC                      | Steve O'Rourke Tim Sugden                             | Porsche 3.6L Flat-6       | P     | 98            |
| 16     | N-GT      | 67 | MAC Racing                    | Fabio Mancini Gianni Collini                          | Porsche 911 GT3-R         | D     | 97            |
| 16     | N-GT      | 67 | MAC Racing                    | Fabio Mancini Gianni Collini                          | Porsche 3.6L Flat-6       | D     | 97            |
| 17     | N-GT      | 66 | MAC Racing                    | Massimo Frigerio Paolo Rapetti                        | Porsche 911 GT3-R         | D     | 95            |
| 17     | N-GT      | 66 | MAC Racing                    | Massimo Frigerio Paolo Rapetti                        | Porsche 3.6L Flat-6       | D     | 95            |
| 18     | GT        | 28 | RWS                           | Horst Felbermayr, Sr. Horst Felbermayr, Jr.           | Porsche 911 GT2           | ?     | 89            |
| 18     | GT        | 28 | RWS                           | Horst Felbermayr, Sr. Horst Felbermayr, Jr.           | Porsche 3.8L Turbo Flat-6 | ?     | 89            |
| 19 DNF | N-GT      | 55 | ART Engineering               | Constantino Bertuzzi Pierangelo Masselli              | Porsche 911 GT3-R         | P     | 64            |
| 19 DNF | N-GT      | 55 | ART Engineering               | Constantino Bertuzzi Pierangelo Masselli              | Porsche 3.6L Flat-6       | P     | 64            |
| 20 DNF | GT        | 21 | Racing Box                    | Luca Cappellari Raffaele Sangiuolo Gabriele Matteuzzi | Chrysler Viper GTS-R      | D     | 33            |
| 20 DNF | GT        | 21 | Racing Box                    | Luca Cappellari Raffaele Sangiuolo Gabriele Matteuzzi | Chrysler 8.0L V10         | D     | 33            |
| 21 DNF | N-GT      | 53 | Larbre Compétition Chéreau    | Sébastien Bourdais Jean-Luc Chéreau André Ahrlé       | Porsche 911 GT3-R         | M     | 15            |
| 21 DNF | N-GT      | 53 | Larbre Compétition Chéreau    | Sébastien Bourdais Jean-Luc Chéreau André Ahrlé       | Porsche 3.6L Flat-6       | M     | 15            |
| 22 DNF | GT        | 27 | Autorlando                    | Marco Spinelli Fabio Villa Gabriele Sabatini          | Porsche 911 GT2           | P     | 13            |
| 22 DNF | GT        | 27 | Autorlando                    | Marco Spinelli Fabio Villa Gabriele Sabatini          | Porsche 3.8L Turbo Flat-6 | P     | 13            |
| 23 DNF | GT        | 14 | Lister Storm Racing           | Jamie Campbell-Walter Julian Bailey                   | Lister Storm              | M     | 1             |
| 23 DNF | GT        | 14 | Lister Storm Racing           | Jamie Campbell-Walter Julian Bailey                   | Jaguar 7.0L V12           | M     | 1             |
| 24 DNF | N-GT      | 77 | RWS Red Bull Racing           | Luca Riccitelli Hans Willems                          | Porsche 911 GT3-R         | M     | 1             |
| 24 DNF | N-GT      | 77 | RWS Red Bull Racing           | Luca Riccitelli Hans Willems                          | Porsche 3.6L Flat-6       | M     | 1             |
| 25 DNF | GT        | 11 | Paul Belmondo Racing          | Paul Belmondo Claude-Yves Gosselin                    | Chrysler Viper GTS-R      | D     | 0             |
| 25 DNF | GT        | 11 | Paul Belmondo Racing          | Paul Belmondo Claude-Yves Gosselin                    | Chrysler 8.0L V10         | D     | 0             |
| DNS    | GT        | 23 | KRT Lamborghini Racing        | Günther Kronsender Josef Jobst                        | Lamborghini Diablo GTR    | M     | –             |
| DNS    | GT        | 23 | KRT Lamborghini Racing        | Günther Kronsender Josef Jobst                        | Lamborghini 6.0L V12      | M     | –             |
| DNS    | GT        | 37 | Bovi Motorsport               | Kálmán Bódis Atilla Barta Andras Bakos                | Porsche 911 GT2           | ?     | –             |
| DNS    | GT        | 37 | Bovi Motorsport               | Kálmán Bódis Atilla Barta Andras Bakos                | Porsche 3.6L Turbo Flat-6 | ?     | –             |